# Cyklistika na Letních olympijských hrách 1992
Cyklistické soutěže na Letních olympijských hrách v Barceloně.

## Silniční cyklistika

### Muži
| Kategorie                      | Zlato                                                                        | Stříbro                                                                           | Bronz                                                                                        |
| ------------------------------ | ---------------------------------------------------------------------------- | --------------------------------------------------------------------------------- | -------------------------------------------------------------------------------------------- |
| Muži závod s hromadným startem | Fabio Casartelli · Itálie (ITA)                                              | Erik Dekker · Nizozemsko (NED)                                                    | Dainis Ozols · Lotyšsko (LAT)                                                                |
| Muži časovka družstev          | Německo (GER) · Michael Rich · Bernd Dittert · Christian Meyer · Uwe Peschel | Itálie (ITA) · Andrea Peron · Flavio Anastasia · Luca Colombo · Gianfranco Contri | Francie (FRA) · Jean-Louis Harel · Hervé Boussard · Didier Faivre-Pierret · Philippe Gaumont |

### Ženy
| Kategorie                      | Zlato                             | Stříbro                         | Bronz                              |
| ------------------------------ | --------------------------------- | ------------------------------- | ---------------------------------- |
| Ženy závod s hromadným startem | Kathryn Wattová · Austrálie (AUS) | Jeannie Longová · Francie (FRA) | Monique Knolová · Nizozemsko (NED) |

## Dráhová cyklistika

### Muži
| Kategorie                   | Zlato                                                                                            | Stříbro                                                                           | Bronz                                                                                     |
| --------------------------- | ------------------------------------------------------------------------------------------------ | --------------------------------------------------------------------------------- | ----------------------------------------------------------------------------------------- |
| 1000 m s pevným startem     | José Manuel Moreno · Španělsko (ESP)                                                             | Shane Kelly · Austrálie (AUS)                                                     | Erin Hartwell · Spojené státy americké (USA)                                              |
| stíhací závod (jednotlivci) | Chris Boardman · Velká Británie (GBR)                                                            | Jens Lehmann · Německo (GER)                                                      | Gary Anderson · Nový Zéland (NZL)                                                         |
| sprint (jednotlivci)        | Jens Fiedler · Německo (GER)                                                                     | Gary Neiwand · Austrálie (AUS)                                                    | Curtis Harnett · Kanada (CAN)                                                             |
| bodovací závod 40 km        | Giovanni Lombardi · Itálie (ITA)                                                                 | Léon van Bon · Nizozemsko (NED)                                                   | Cédric Mathy · Belgie (BEL)                                                               |
| stíhací závod (družstva)    | Německo (GER) · Stefan Steinweg · Andreas Walzer · Guido Fulst · Michael Glöckner · Jens Lehmann | Austrálie (AUS) · Stuart O'Grady · Brett Aitken · Stephen McGlede · Shaun O'Brien | Dánsko (DEN) · Jan Petersen · Michael Sandstød · Ken Frost · Jimmi Madsen · Klaus Nielsen |

### Ženy
| Kategorie                   | Zlato                             | Stříbro                           | Bronz                                           |
| --------------------------- | --------------------------------- | --------------------------------- | ----------------------------------------------- |
| stíhací závod (jednotlivci) | Petra Roßnerová · Německo (GER)   | Kathryn Wattová · Austrálie (AUS) | Rebecca Twiggová · Spojené státy americké (USA) |
| sprint (jednotlivci)        | Erika Salumäeová · Estonsko (EST) | Annett Neumannová · Německo (GER) | Ingrid Haringaová · Nizozemsko (NED)            |

## Přehled medailí
| Pořadí | Země                   | Zlato | Stříbro | Bronz | Celkově |
| ------ | ---------------------- | ----- | ------- | ----- | ------- |
| 1.     | Německo                | 4     | 2       | 0     | 6       |
| 2.     | Itálie                 | 2     | 1       | 0     | 3       |
| 3.     | Austrálie              | 1     | 4       | 0     | 5       |
| 4.     | Estonsko               | 1     | 0       | 0     | 1       |
| 4.     | Velká Británie         | 1     | 0       | 0     | 1       |
| 4.     | Španělsko              | 1     | 0       | 0     | 1       |
| 7.     | Nizozemsko             | 0     | 2       | 2     | 4       |
| 8.     | Francie                | 0     | 1       | 1     | 2       |
| 9.     | Spojené státy americké | 0     | 0       | 2     | 2       |
| 10.    | Belgie                 | 0     | 0       | 1     | 1       |
| 10.    | Kanada                 | 0     | 0       | 1     | 1       |
| 10.    | Dánsko                 | 0     | 0       | 1     | 1       |
| 10.    | Lotyšsko               | 0     | 0       | 1     | 1       |
| 10.    | Nový Zéland            | 0     | 0       | 1     | 1       |